# Blackman’s
Blackman's – miasto na Barbadosie. Według danych z 2006 roku posiada 626 mieszkańców. Rozwinięte są tutaj przemysł spożywczy oraz włókienniczy.